# 俵万智
俵 万智（たわら まち、1962年〈昭和37年〉12月31日 - ）は、日本の歌人、エッセイスト。本名同じ。結社「心の花」所属。所属事務所は東京コンサーツ。父は希土類磁石研究者の俵好夫。

## 人物
大阪府四條畷市で幼少期を過ごす。中学生のとき、福井県武生市（現在の越前市）に移住し福井県立藤島高等学校に入学。演劇部に所属した。
指定校推薦で早稲田大学第一文学部に入学、日本文学専修に進級した。在学中に心の花を主宰している佐佐木幸綱に師事し、短歌の世界に入った。なお、大学時代は「アナウンス研究会」に所属していた。1985年（昭和60年）大学卒業後、神奈川県立橋本高等学校の国語教員として勤務しながら発表した『野球ゲーム』で第31回角川短歌賞次席。受賞は米川千嘉子だったが、その奔放で斬新な表現が歌壇の話題を集めた。翌年、『八月の朝』で第32回角川短歌賞を受賞。同年の次席は穂村弘であった。1987年（昭和62年）発行の第一歌集『サラダ記念日』は歌集としては異例の大ベストセラーとなって社会現象を引き起こし、ライトヴァースの旗手として口語短歌の裾野を一気に広げた。日常会話で使われるカタカナを巧みに使い、親しみやすい歌風は多くの人々の心を掴んだ。
1994年（平成6年）、戯曲「ずばぬけてさびしいあのひまわりのように」を書き、つかこうへい事務所が上演した。その時の様子は『ひまわりの日々』に描かれている。また2003年（平成15年）より初の小説『トリアングル』を読売新聞に連載、阿木燿子監督の『TANNKA 短歌』として映画化された。2003年11月に男児を出産。
2006年（平成18年）歌集「プーさんの鼻」で第11回若山牧水賞を受賞。同年から宮城県仙台市に居住していたが、2011年（平成23年）3月11日の東北地方太平洋沖地震（東日本大震災）の発生を受け、沖縄県・石垣島に移住した。宮崎県日向市で開催されている「牧水・短歌甲子園」の審査員を、同じ佐佐木幸綱の門下生で、東日本大震災の発生により仙台市から宮崎市に移住した大学の後輩である大口玲子と共に務めた縁から、2016年（平成28年）4月からは宮崎市に移住。2020年3月、宮崎県の全国障害者芸術・文化祭の広報アンバサダー（大使）に就任した。
季刊誌『考える人』（新潮社）で「考える短歌」を連載中。1996年6月から、毎週日曜日読売新聞の『読売歌壇』の選と評を務める。また、2019年6月からは、西日本新聞にて、心にのこる一首と出会った作者の思い出を綴る「俵万智の一首一会」を、隔月で連載している。
2022年9月、高齢の両親をサポートするため、仙台市に移住。

## 年譜
- 1986年 - 『八月の朝』で角川短歌賞受賞。
- 1987年 - 『サラダ記念日』が280万部のベストセラーに。
- 1988年 - 『サラダ記念日』で第32回現代歌人協会賞受賞。
- 1989年3月 - 神奈川県立橋本高校 を退職。
- 1990年 - 第57回NHK全国学校音楽コンクール中学校の部課題曲として「朝のバス」を作詞。
- 1991年 - 第19期国語審議会委員となる。以降第20期、21期と1998年まで。
- 1996年 - 4月からNHK歌壇の司会。6月から読売新聞の『読売歌壇』の選者となる。
- 2003年11月3日 - 男児出産。
- 2003年 - 『愛する源氏物語』で紫式部文学賞受賞。
- 2006年 - 『プーさんの鼻』で第11回若山牧水賞受賞。第74回NHK全国学校音楽コンクール小学校の部の課題曲として「手をのばす」を作詞。
- 2007年 - 『クワイエットルームにようこそ』に旅館の女将役で出演した。
- 2009年5月10日 - 第2回『ベストマザー賞』を受賞。
- 2019年 - 『牧水の恋』で第29回宮日出版大賞特別大賞を受賞。
- 2021年 - 『未来のサイズ』で第36回詩歌文学館賞、第55回迢空賞を受賞。
- 2022年 - 2021年度朝日賞を受賞[8]。
- 2023年 - 2023年秋の紫綬褒章受章[9][10]。

## 作品

### 歌集
- 第一歌集『サラダ記念日』河出書房新社、1987年 のち文庫
- 『とれたての短歌です』浅井慎平写真、角川書店、1987年 のち文庫
- 『もうひとつの恋』浅井慎平写真、角川書店 1989年 のち文庫
- 第二歌集『かぜのてのひら』河出書房新社、1991年 のち文庫
- 第三歌集『チョコレート革命』河出書房新社、1997年 のち文庫
- 『小さな友だち』管洋志写真 、講談社 1996年
- 『花束のように抱かれてみたく』稲越功一写真、同朋舎 1997年 のち角川文庫
- 『そこまでの空 俵万智の贈りもの』安野光雅絵、河出書房新社 1998年
- 『恋文』荒木とよひさ共著 主婦と生活社、2003年 のち中公文庫
- 『会うまでの時間 自選歌集』文藝春秋、2005年
- 第四歌集『プーさんの鼻』文藝春秋、2005年 のち文庫
- 『たんぽぽの日々 俵万智の子育て歌集』市橋織江写真、小学館、2010年
- 『生まれてバンザイ』童話屋、2010年
- 『あれから 俵万智3・11短歌集』今人舎、2012年
- 『風が笑えば』奥宮誠次写真、中央公論新社、2012年
- 第五歌集『オレがマリオ』文藝春秋、2013年 のち文庫
- 第六歌集『未来のサイズ』角川文化振興財団 2020年
- 第七歌集『アボカドの種』KADOKAWA 2023年
- 『あとがきはまだ 俵万智選歌集』渡辺祐真編集・解説 短歌研究社 2024年 ISBN 978-4862727671

### エッセイなど
- 『よつ葉のエッセイ』河出書房新社、1988 のち文庫
- 『魔法の杖 対談集』河出書房新社、1989 のち文庫
- 『りんごの涙』文藝春秋、1989 のち文庫
- 『短歌の旅』文藝春秋、1992 のち文庫
- 『俵万智のハイテク日記 Alice in hi-teck land』朝日新聞社、1992 のち文庫
- 『ふるさとの風の中には 詩人の風景を歩く』内山英明写真 河出書房新社、1992
- 『恋する伊勢物語』筑摩書房、1992 のち文庫
- 『短歌をよむ』岩波新書、1993
- 『旬のスケッチブック』角川文庫、1993
- 『日本語はすてき』河出書房新社、1993
- 『かすみ草のおねえさん』文藝春秋、1994 のち文庫
- 『そこまでの空』安野光雅絵 河出書房新社、1994
- 『本をよむ日曜日』河出書房新社、1995
- 『三十一文字のパレット』中央公論社、1995 のち文庫
- 『こんにちは、ふるさと』河出書房新社、1995
- 『ひまわりの日々』ベネッセコーポレーション、1995 のち福武文庫
- 『あなたと読む恋の歌百首』朝日新聞社 1997、のち文春文庫
- 『さよならごっこ』角川mini文庫、1997
- 『燃える肌を抱くこともなく人生を語り続けて寂しくないの』野村佐紀子写真 河出書房新社、1998
- 『言葉の虫めがね』角川書店、1999 のち文庫
- 『九十八の旅物語』平地勲写真、朝日新聞社、2000
- 『三十一文字のパレット 2』中央公論新社、2000 のち文庫
- 『風の組曲』河出書房新社、2000
- 『ある日、カルカッタ』新潮社、2001 のち文庫
- 『俵万智と野崎洋光のゆっくり、朝ごはん。』廣済堂出版、2001
- 『101個目のレモン』文藝春秋、2001 のち文庫
- 『百人一酒』文藝春秋 2003、のち文庫
- 『愛する源氏物語』文藝春秋、2003 のち文庫
- 『考える短歌 作る手ほどき、読む技術』新潮新書、2004
- 『花咲くうた 三十一文字のパレット 3』中央公論新社、2005 のち文庫
- 『かーかん、はあい 子どもと本と私』朝日新聞出版、2008
- 『かーかん、はあい 子どもと本と私2』朝日新聞出版、2010
- 『ちいさな言葉』岩波書店、2010
- 『富士山うたごよみ』福音館書店、2012
- 『短歌のレシピ』新潮新書、2013
- 『旅の人、島の人』ハモニカブックス、2014
- 『そだちノート』アリス館、2014
- 『ありがとうのかんづめ』小学館、2017
- 『牧水の恋』文藝春秋、2018 のち文庫
- 『花と短歌でめぐる二十四節気花のこよみ』KADOKAWA、2021

### 共著
- 『恋、がんばって。』岡本真夜、竹内夕紀共著 徳間書店 1998
- 『ひかりそへたる 源氏物語の恋の歌』芳賀明夫共著 講談社 2000
- 『新・おくのほそ道』立松和平共著 河出書房新社 2001
- 日本ペンクラブ編「目の前の命を」『いまこそ私は原発に反対します。』平凡社、2012年3月1日。ISBN 9784582705102。
- 『短歌の作り方、教えてください』一青窈共著 角川ソフィア文庫 2014
- 『連句日和』 和田誠、笹公人、矢吹申彦共著 自由国民社 2015 ISBN 4426119871
- 『アイドル歌会 公式歌集1』笹公人、吉田尚記共著 講談社 2022 ISBN 978-4065286418

### 小説
- トリアングル 中央公論新社、2004 のち文庫

### 翻訳
- おーい、おりてよ ジョン・バーニンガム JR西日本コミュニケーションズ 1989
- マドレーヌのクリスマス ルドウィッヒ・ベーメルマンス 佑学社 1989
- クリスマスのほし マーカス・フィスター 講談社 1995
- みだれ髪 1-2 チョコレート語訳 与謝野晶子 河出書房新社 1998 のち文庫
- こねこのクレオ ステラ・ブラックストーン 教育画劇 2003
- クレオとキャスパー ステラ・ブラックストーン 教育画劇 2003
- クレオのゆきあそび ステラ・ブラックストーン 教育画劇 2003
- こっちおいでクレオ ステラ・ブラックストーン 教育画劇 2004
- クレオのひっこし ステラ・ブラックストーン 教育画劇 2004
- いつまでも アンナ・ピンヤタロ 主婦の友社 2007
- クマと森のピアノ デイビッド・リッチフィールド ポプラ社 2017

### その他
- 藤子・F・不二雄大全集『ドラえもん』9巻（2010年、小学館） - 解説を執筆。
- 『歌集 滑走路』(2017年、著者:萩原慎一郎 角川書店) - 帯の推薦文を執筆。
- 『映画 滑走路』(2020年、原作:萩原慎一郎 、配給:KADOKAWA) - プレスリリースや映画公式サイトに映画評の寄稿[11]

## 出演

### テレビ
- HVスペシャル「癒しの楽園を求めて アジアリゾートへの招待 豊饒の水郷 ケララ〜南インド〜」（2001年3月29日、NHK BSプレミアム）
- 匠の蔵創る人、開く人、発する人（FNS系九州沖縄8局、2016年 - 2020年）
- 匠の蔵 HISTORY OF MEISTER（FNS系九州沖縄8局、2022年 - ）
- 世界一受けたい授業（2019年6月8日・2020年11月7日、日本テレビ）
- プロフェッショナル 仕事の流儀（2023年2月27日、NHK総合）
- NHK紅白歌合戦（NHK総合・NHKラジオ第1）
  - 第38回（1987年12月31日） - ゲスト審査員
  - 第49回（1998年12月31日） - ゲスト審査員
  - 第74回（2023年12月31日） - ゲスト審査員[12]

### ラジオ
- 匠の蔵創る人、開く人、発する人（JFN系九州沖縄8局、2016年 - 2020年）
- 匠の蔵 HISTORY OF MEISTER（JFN系九州沖縄8局、2022年 - ）

✳︎大竹まことのゴールデンラジオ（2025年5月7日）

### 映画
- クワイエットルームにようこそ（2007年公開映画）[13]

### CM
- 通販生活 薄焼いわし

### その他コンテンツ
- アイドル歌会（2021年 - ） - 選者を務めるイベント。2021年のサラダ記念日に第1回が開催[14]、以後不定期開催

## 逸話
- 高校生のときに武生市から福井県立藤島高等学校に通う際、田原町駅を利用していた。そのため、駅名にちなんだペンネームではないかと問われることがよくあるが、れっきとした本名である。なお、駅のおかげで他人から名前をすぐ覚えられたという[15]。

- おかあさんといっしょで歌われた『銀ちゃんのラブレター』の作詞を担当しており、この曲の歌詞に登場するぎんのじょうくんという男の子の名前は山崎銀之丞から拝借した。俵自身が山崎のファンであり、ファンクラブの名誉会長を務めていたこともあり、その縁で実現した。

- 2000年代頃に自身が参加した書店のイベントで、萩原慎一郎が短歌を始めたきっかけを作ったとされる。『歌集 滑走路』には萩原のあとがきにその内容が記されている。また、萩原が受賞した短歌大会のパーティーで、俵は萩原に直接その話を聞き嬉しかったが、それが最初で最後の会話になってしまったと語っている[16]。歌集滑走路の帯の推薦文は俵万智が書いている。